# Jayhawkers
Jayhawkers waren während des Sezessionskrieges Guerillaeinheiten der Union. Sie kämpften vorwiegend in Kansas gegen Sympathisanten der Konföderation sowie gegen die Guerillas der konföderierten Armee aus Missouri, die sogenannten Bushwhackers. 
Jayhawk ist eine Zusammenziehung zweier englischer Vogelnamen: des Jay (Häher) und des Hawk (Habicht). Jayhawk war sowohl als positiv-ironisierende Selbstbezeichnung der Guerilla gebräuchlich als auch als abwertende Fremdbezeichnung durch den Kriegsgegner. Eine wortgenaue Übertragung ins Deutsche ist nicht möglich, doch bietet sich mit „schräger“ oder „bunter Vogel“ eine freie Interpretation an, die ähnlich doppelbödig funktioniert.

## Allgemeines

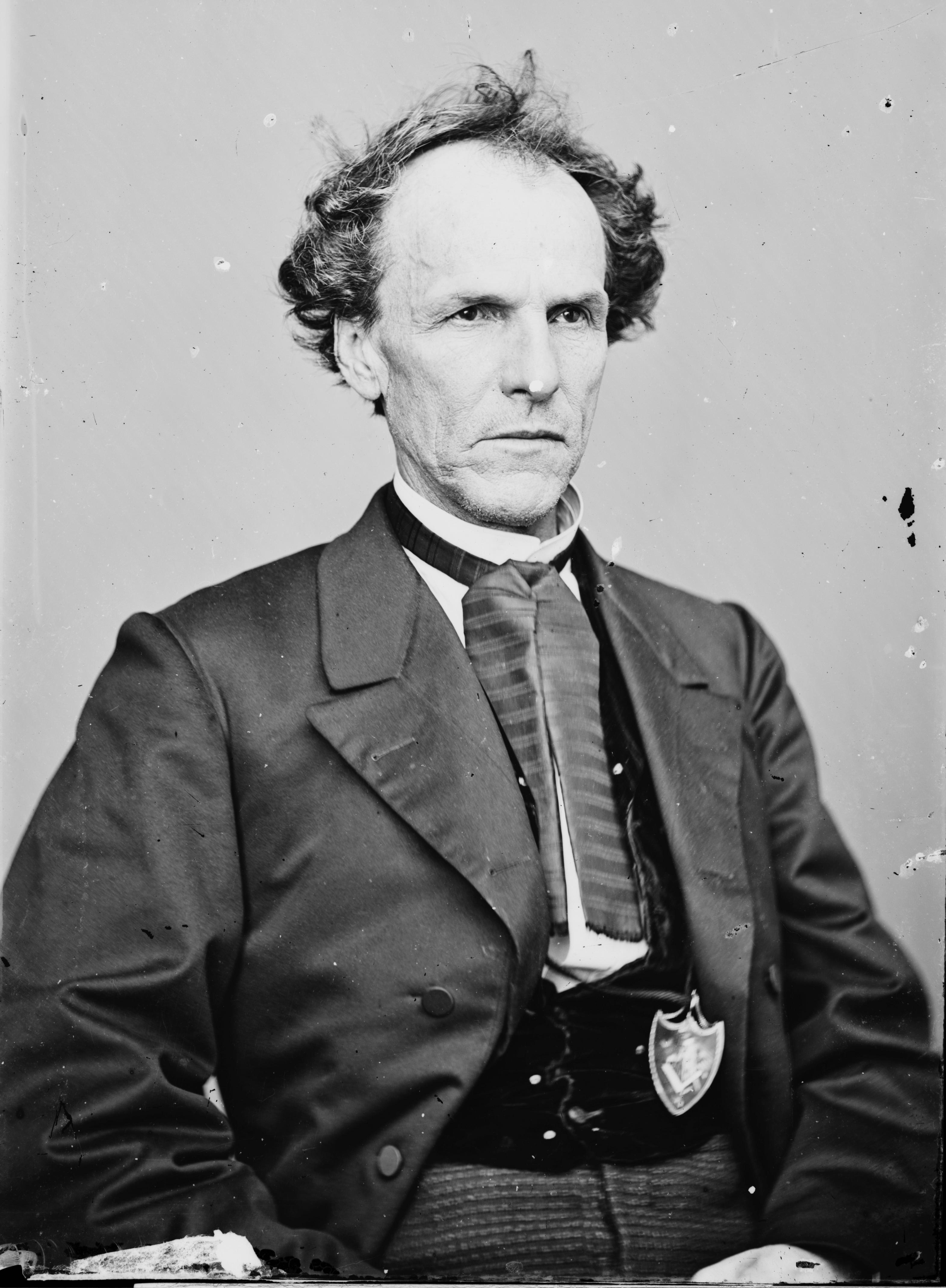
Senator James H. Lane, berüchtigter Führer der Jayhawker

Die Jayhawkers kann man nicht als von Anfang an unionstreu bezeichnen, da viele dieser Gruppen in den 1850er Jahren vor dem Bürgerkrieg, auf beiden Seiten kämpften. Genau in dieser Zeit kam der Name Jayhawkers auf, der für die Milizen der Free-Staters (Freistaatler) verwendet wurde. Die Free-Staters waren gegen die Einführung der Sklaverei in Kansas. Aber es gab auch einige Gruppen, die für die Sklaverei eintraten. Erst mit Ausbruch des Bürgerkrieges sympathisierten die Jayhawkers mit dem Norden und den Abolitionisten. Die Jayhawkers formierten sich vor allem, um ein Einsickern der Bushwhackers in Kansas zu verhindern. Eine führende Person bei den Jayhawkern war der Senator und Abolitionist James Henry Lane.
Lane und seine Gruppe trugen rote Gamaschen, die ihnen den Spitznamen „Redlegs“ (rote Beine) einbrachten. Dieser Name wurde oft für irreguläre Truppen verwendet, die den Beitritt zu regulären Unionstruppen ablehnten und deshalb auch von der US-Armee sanktioniert wurden.
Auf beiden Seiten der Grenze zwischen Missouri und Kansas gab es einige Guerillaeinheiten, die weder von der Union noch von den Konföderierten anerkannt bzw. sanktioniert wurden. Diese Banden und Gruppierungen waren oft gewöhnliche Gesetzlose, die auf sich alleine gestellt die Farmer der Grenzgebiete durch Raubzüge, Pferdediebstähle und Brandschatzungen terrorisierten.
Jayhawker-Guerillas unternahmen zahlreiche Einfälle in den Staat Missouri und begingen einige der schlimmsten Gräueltaten des Bürgerkrieges. Ein Beispiel dafür ist die am 21. September 1861 von Lane angeordnete Plünderung und das Niederbrennen der Stadt Osceola, Missouri, bei welcher neun männliche Bewohner nach Durchführung eines Standgerichtes exekutiert wurden. Die Jayhawker wurden auch beschuldigt, absichtlich ein improvisiertes Gefängnis in Kansas City zum Einsturz gebracht zu haben, in dem überwiegend weibliche Verwandte der Bushwhackers interniert waren. Bei diesem Ereignis starben fünf Frauen. Als Racheakt begingen Bushwackers das Massaker von Lawrence.

## Sonstiges
- Das Sport Team der University of Kansas in Lawrence ist bekannt unter dem Namen Kansas Jayhawks. Als Jayhawk wird ein mystischer Vogel bezeichnet, welcher eine Kreuzung zwischen einem Blauen Eichelhäher und einem Habicht darstellt.
- Gegenstände, die während der Feldzüge in Missouri gestohlen wurden, wurden in der Umgangssprache als „jayhawked“ bezeichnet.
- Im Film Der Texaner (The Outlaw Josey Wales) mit Clint Eastwood kommen Jayhawkers vor, die die Farm des Titelhelden niederbrennen, seine Familie töten und somit den Entschluss von Josey Wales besiegeln, sich den Bushwhacker-Einheiten anzuschließen.
- Ebenso zu sehen sind Jayhawkers in dem Film Ride with the Devil von Regisseur Ang Lee sowie im Film The Tall Men (1955) mit Clark Gable und Jane Russell.